# Régis de la Haye
Régis de la Haye, geboren Delahaye (Kerkrade, 1 maart 1945), is een Nederlands theoloog, kerkhistoricus, journalist, archivaris, genealoog en diaken. Hij geldt als kenner van de rooms-katholieke liturgie, de bisschoppen van Maastricht (met name Sint-Servaas), de Sterre-der-Zeedevotie en de Abdij Saint-Pierre van Moissac. De la Haye doceert kerkgeschiedenis aan het Grootseminiarie Rolduc en is freelance schrijver en ere-archivaris aan het RHCL in Maastricht.

## Biografische schets

### Familieachtergrond en opleiding
Régis de la Haye werd in 1945 geboren in het Zuid-Limburgse Kerkrade, als oudste zoon van Albert Delahaye (1915-1987) en Frieda Koene (1916-2000). Na hem volgden in het gezin nog vijf broers en een zuster. 
In 1946 verhuisde het gezin naar Nijmegen, waar zijn vader een aanstelling kreeg als adjunct-gemeentearchivaris. Régis bezocht hier de lagere school. 
Omdat vader Albert Delahaye controversiële historische theorieën ontwikkelde, met name met betrekking tot de vroege geschiedenis van Nijmegen, werd zijn leven in die stad gaandeweg onmogelijk. In 1957 verhuisde het gezin naar Zundert, waar Albert Delahaye tot zijn pensioen als archivaris zou blijven werken.
Zijn zoon Régis vertrok in hetzelfde jaar naar het internaat van de paters van de Heilige Harten van Jezus en Maria in Breda-Ginneken, waar hij aan het Bisschoppelijk Klein Seminarie Ypelaar zijn middelbare schoolopleiding kreeg (1957-1964). Naar eigen zeggen had hij er een heerlijke tijd. Na een tussenjaar aan het Europa Seminarie te Rothem bij Maastricht (1964-1965), studeerde hij theologie aan het Seminarie van de Mission de France te Fontenay-sous-Bois bij Parijs (1965-1969) en journalistiek aan de École supérieure de journalisme te Rijsel (1966-1967).

### Loopbaan
Na zijn studie vestigde De la Haye zich in het Zuid-Franse Moissac als regionaal correspondent van het dagblad La Dépêche du Midi (1970-1979). Daarna keerde hij terug naar Nederland, waar hij korte tijd werkzaam was op het toenmalige gemeentearchief van Willemstad (Noord-Brabant). Tegelijkertijd volgde hij parttime een hogere archiefopleiding in Utrecht  (1979-1980) en later ook nog in Den Haag (1995-1996). Van 1980 tot 2010 was hij als hoger archiefambtenaar/archivaris verbonden aan het Rijksarchief in Limburg te Maastricht, het tegenwoordige Historisch Centrum Limburg (HCL). Daarnaast studeerde hij theologie aan de Universiteit voor Theologie en Pastoraat in Heerlen, met als hoofdvak kerkgeschiedenis (1989-1994). In 1995 promoveerde hij aan de Katholieke Universiteit Nijmegen op een proefschrift over de abdij van Moissac, Apogée de Moissac. L'abbaye clunisienne Saint-Pierre de Moissac à l'époque de la construction de son cloître et de son grand portail. Sinds 1996 is dr. De la Haye docent kerkgeschiedenis en kunstgeschiedenis aan de opleidingen van het bisdom Roermond, het Grootseminarie Rolduc en de katechisten-opleiding Kairos, een opleiding voor vrijwilligers die pastoraal werk willen doen.

### Overige activiteiten
- Van circa 2000 tot 2019 was De la Haye redactievoorzitter van de Publications de la Société Historique et Archéologique dans le Limbourg (PSHAL of Publications), het jaarboek van Limburgs Geschied- en Oudheidkundig Genootschap.
- Op 21 november 1998 werd De la Haye door bisschop Frans Wiertz in de kathedraal van Roermond tot diaken gewijd. Sindsdien is hij werkzaam als diaken in de Basiliek van Onze Lieve Vrouw Tenhemelopneming en door het samengaan van parochies sinds 2016 ook in de parochie Sint-Pieter, beide in Maastricht.[6] In 2017 organiseerde hij in eerstgenoemde kerk een 'Fatima-dag', waarbij alle Nederlandse bisschoppen aanwezig waren. Herdacht werd dat honderd jaar geleden de verschijningen van Maria in Fátima plaatsvonden en dat zeventig jaar geleden het beeld van Maria van Fátima tijdens een Europese pelgrimstocht Maastricht aandeed.[7]

### Privéleven
De la Haye woonde vijftien jaar in Frankrijk, onder andere in Parijs en Moissac. Hij ziet zichzelf als francofiel. In 1975 trad hij te Mossiac in het huwelijk met de Française Ghislaine Georget. Het echtpaar heeft twee dochters en woont in het centrum van Maastricht.

## Bibliografie (selectie)

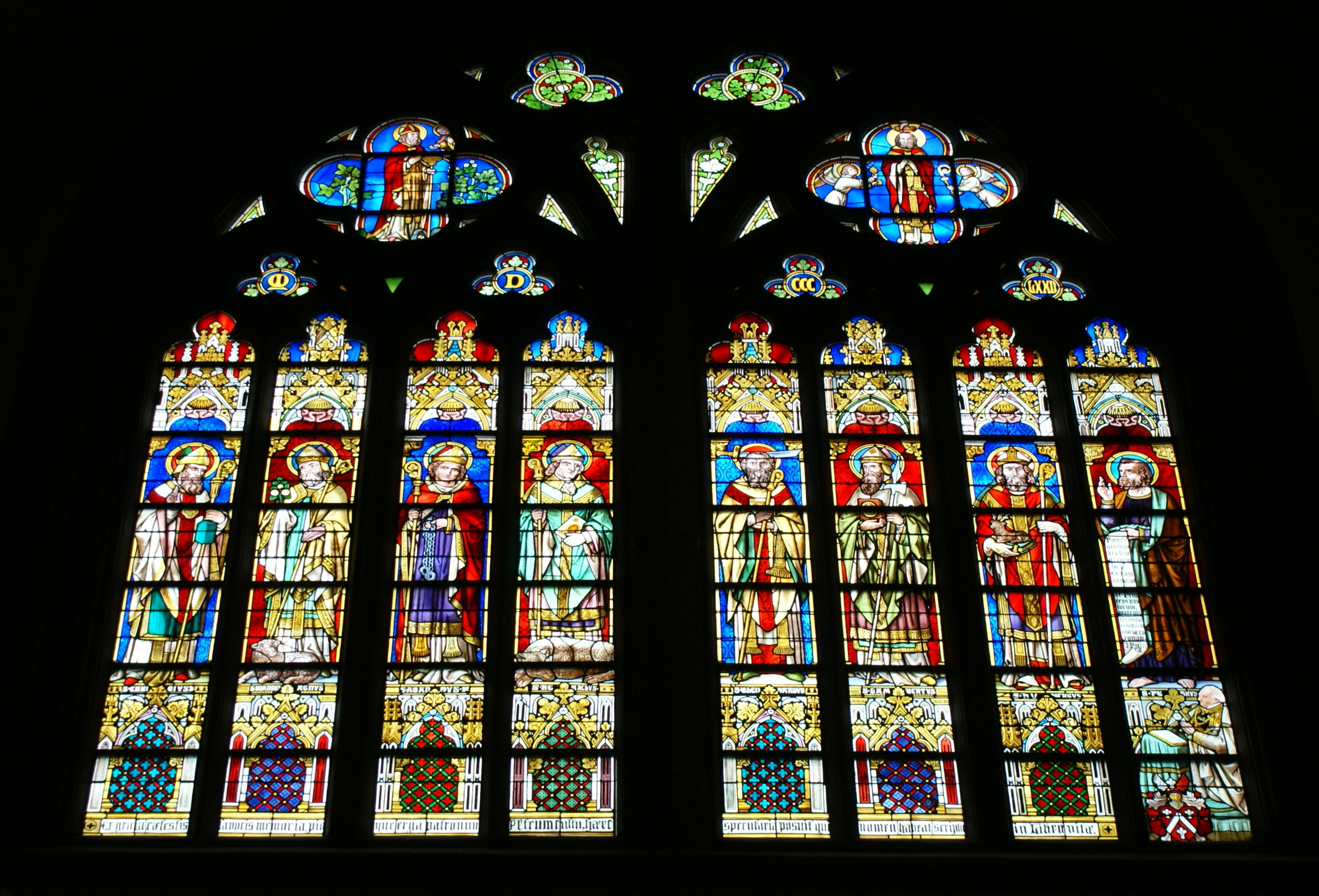
Zeven bisschoppen van Maastricht en Sint-Petrus (glas-in-loodvenster noordertransept Sint-Servaasbasiliek, Maastricht)

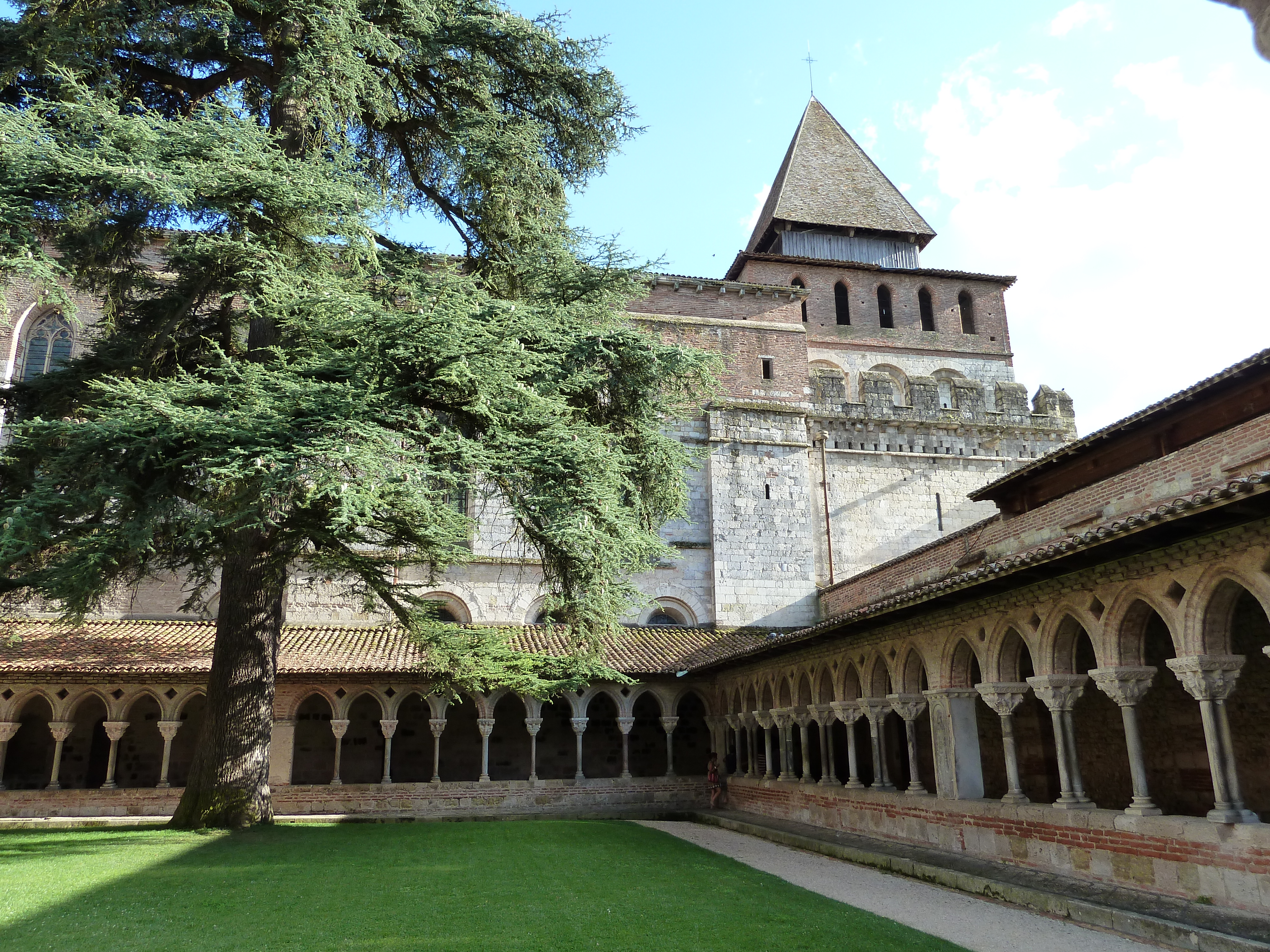
Kruisgang en abdijkerk van Moissac

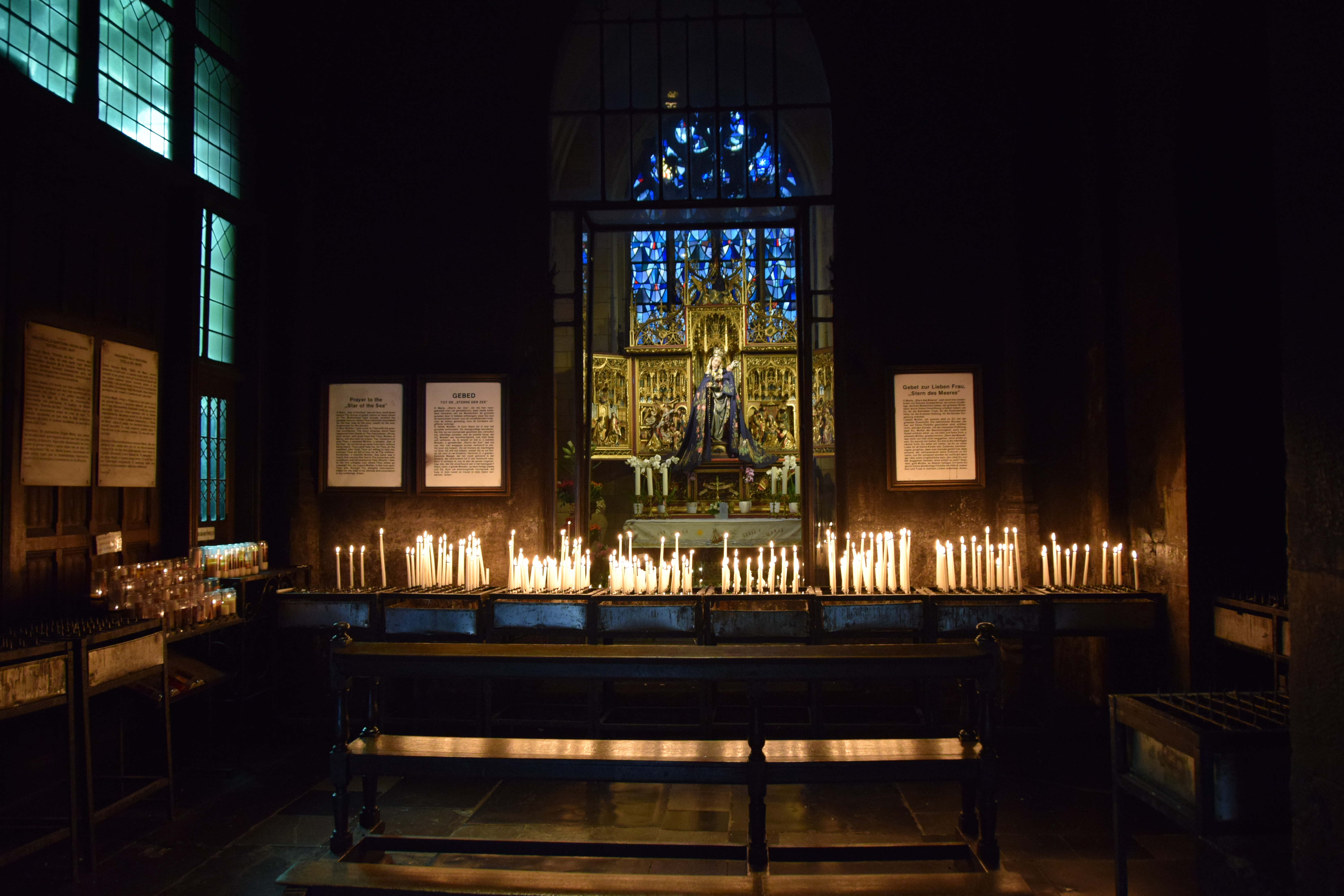
Sterre-der-Zeekapel, Maastricht